# Goodboy Galaxy
Goodboy Galaxy es un videojuego de acción y aventura de 2023 desarrollado para Game Boy Advance en celebración de su 20 aniversario por Rik Nicol y Jeremy Clarke. Es el primer lanzamiento comercial completo de Game Boy Advance en más de 13 años. El juego también se lanzó en Nintendo Switch, Evercade y PC.  

## Modo de juego
El juego ha sido descrito por sus desarrolladores como un «plataforma de exploración», que se ha inspirado en Metroid y Cave Story. Implica navegar a través de niveles sinuosos de múltiples rutas para hacerse amigo de varios NPC y obtener habilidades únicas (con el jet pack y el desintegrador del jugador), que permitirán a los jugadores resolver varios acertijos. Hay más de cincuenta personajes únicos con los que entablar amistad y varias áreas secretas que encontrar.

## Argumento
Maxwell, un perro que viaja por el espacio, huye de su mundo natal después de que este se enfrenta al colapso. Sin embargo, luego queda varado en un planeta desconocido después de que su nave espacial sea atacada. Ahora necesita conseguir la ayuda de todas las armas y amigos que pueda encontrar para tener la esperanza de ser rescatado.

## Desarrollo
Los desarrolladores principales, Rik Nicol y Jeremy Clarke, se conocieron cuando ambos trabajaban para un estudio de videojuego para móviles en los Países Bajos. Primero desarrollaron un prototipo básico de Goodboy Galaxy conocido como «Goodboy Advance» en el Game Jam de Ludum Dare. El juego tenía varias inspiraciones deplataformas basadas en personajes cómicos, como Crowtel Renovations, Pikuniku y Spelunky. Se incluyeron minimisiones en el juego ya que los desarrolladores las habían disfrutado mucho en The Legend of Zelda: Link's Awakening. Siendo un gran admirador de Yoshi's Island, Jeremy insistió en que el juego tuviera un nivel de cueva similar con cascadas. Sonic Advance 2 y Sonic Advance 3 también inspiraron a los desarrolladores a realizar trucos de fondo similares. El juego se desarrolló posteriormente después de que se recibieran £ 203 929 a través de financiación colectiva.

## Lanzamiento
En 2021 estuvo disponible una demostración previa al lanzamiento conocida como Goodboy Galaxy: Chapter Zero, que tenía contenido que no estaba presente en la versión final para evitar espóileres. El juego completo final se lanzó digitalmente en Europa y Norteamérica el 23 de noviembre de 2023. En julio de 2024, la edición física del juego todavía estaba disponible para pedidos por adelantado a través de First Press Games.

## Recepción
Damian McFerran de Time Extension elogió las «magníficas imágenes y las escenas brillantemente animadas» del juego, sugiriendo que si se hubiera lanzado durante la vida útil de GBA, habría sido aclamado de la misma manera que Metroid Fusion y Drill Dozer. Además, lo describió como similar a un juego desarrollado por Nintendo con «excelente diseño de niveles, personajes simpáticos y una mecánica de juego que confunde y entretiene». Oliver Shielding de Way Too Many Games otorgó al juego un 9/10 y consideró que era tan «fresco e innovador como Golden Sun, Minish Cap o Metroid Fusion».